# Eucalyptus cladocalyx
Eucalyptus cladocalyx ist eine Pflanzenart innerhalb der Familie der Myrtengewächse (Myrtaceae). Sie kommt an der Südküste von Victoria, im Südosten von South Australia sowie nördlich von Perth und als invasive Pflanze in Western Australia vor; sie wird dort „Sugar Gum“ genannt.

## Beschreibung

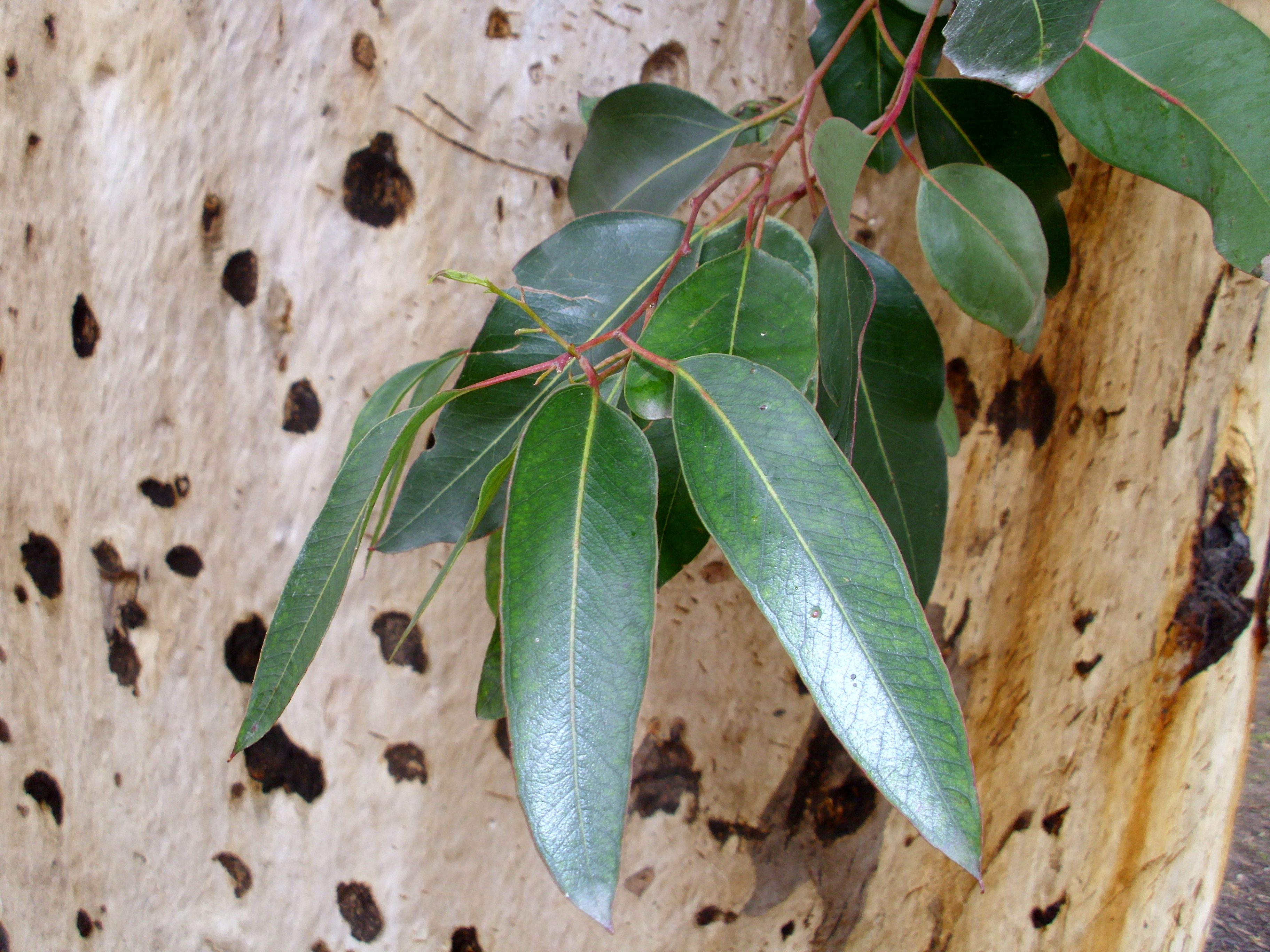
Borke und Zweig mit Laubblättern

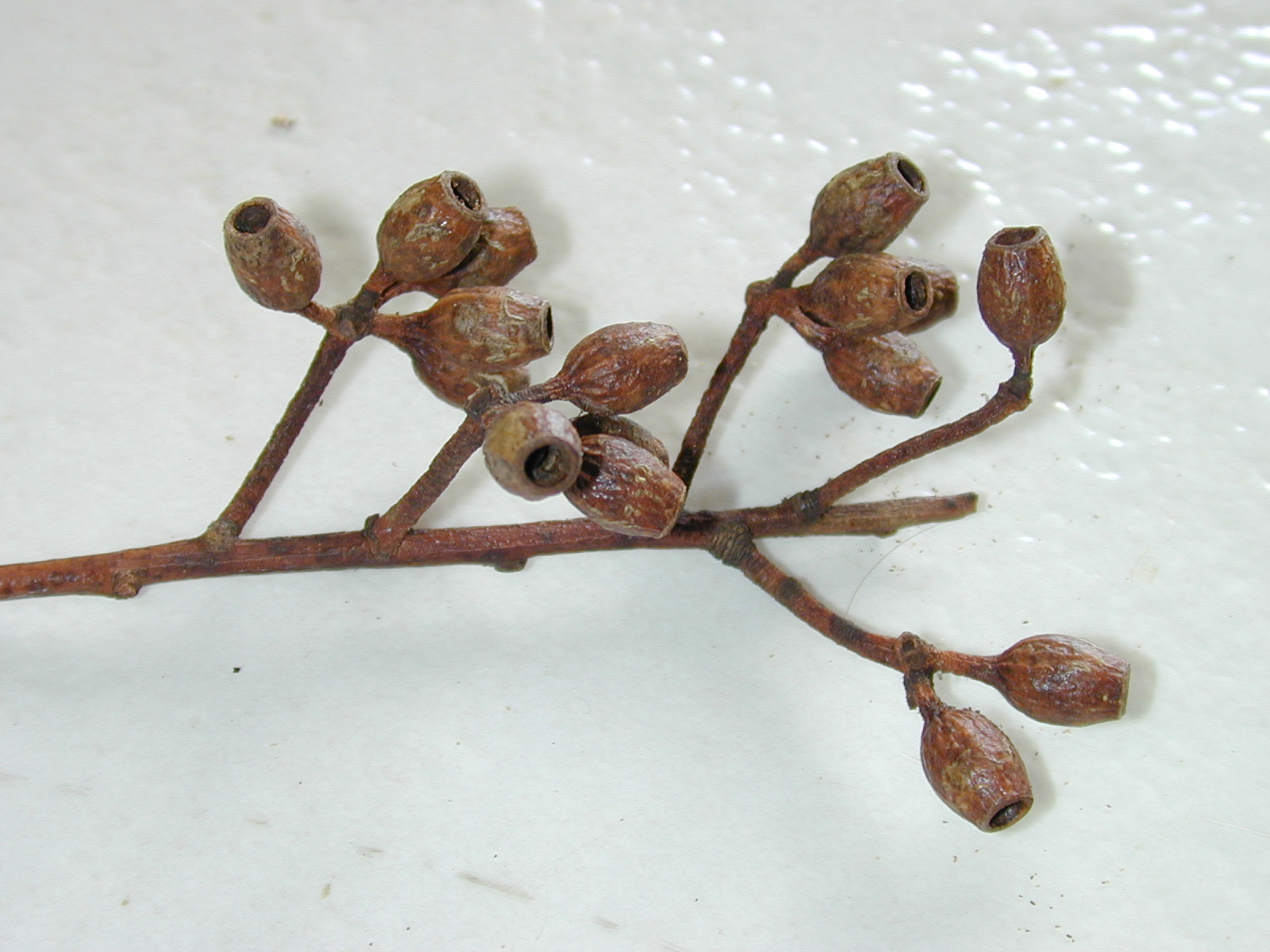
Fruchtstand (der abgebildete Fruchtstand entspricht nicht der Beschreibung in EucaLink, da er zusammengesetzt ist und mehr Früchte enthält) mit Früchten

### Erscheinungsbild und Blatt
Eucalyptus cladocalyx wächst als Baum, der Wuchshöhen von bis zu 35 Meter erreicht. Die Borke ist am gesamten Baum glatt, fleckig grau, weiß oder gelb. Öldrüsen gibt es sowohl in der Borke als auch im Mark der jungen Zweige. Der Stammdurchmesser erreicht über 1,5 Meter.
Bei Eucalyptus cladocalyx liegt Heterophyllie vor. An mittelalten Exemplaren sind die Blattspreiten der sitzenden Laubblätter lanzettlich, sichelförmig gebogen, ganzrandig und matt grau-grün. Die Blattstiele an erwachsenen Exemplaren sind schmal abgeflacht oder kanalförmig. Die auf Ober- und Unterseiten verschiedenfarbig glänzend grünen Blattspreiten an erwachsenen Exemplaren sind lanzettlich, sichelförmig gebogen, relativ dick, verjüngen sich zur Spreitenbasis hin und besitzen ein zugespitztes oberes Ende. Die erhabenen Seitennerven können in einem stumpfen oder spitzen Winkel vom Mittelnerv abgehen. Die Keimblätter (Kotyledone) sind verkehrt-nierenförmig.

### Blütenstand und Blüte
Seitenständig an einem im Querschnitt stielrunden Blütenstandsschaft stehen in einem einfachen Blütenstand sieben bis elf Blüten zusammen. Die Blütenknospen sind zylindrisch oder urnenförmig und nicht blaugrün bemehlt oder bereift. Die Kelchblätter bilden eine Calyptra, die früh abfällt. Die glatte Calyptra ist halbkugelig, so lang wie der gerippte Blütenbecher (Hypanthium) und breiter als dieser. Die Blüten sind weiß oder cremeweiß. Die Blütezeit in Western Australia reicht Dezember oder Januar bis März oder April.

### Frucht
Die Frucht ist ei- oder urnenförmig. Der Diskus ist eingedrückt, die Fruchtfächer sind eingeschlossen.

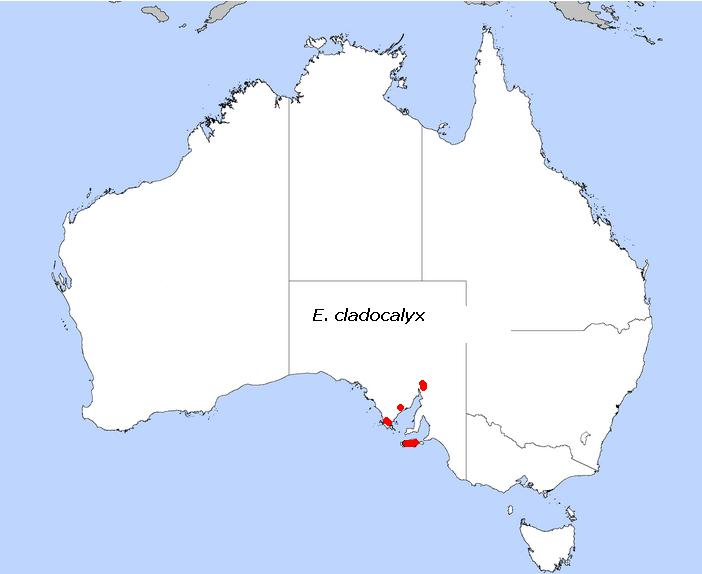
Verbreitung in South Australia

## Vorkommen
Das natürliche Verbreitungsgebiet von Eucalyptus cladocalyx liegt im Südosten von South Australia, verstärkt um Adelaide, und an der Südküste Victorias.
In Western Australia tritt Eucalyptus cladocalyx ausschließlich im selbständigen Verwaltungsbezirk Subiaco in der Stadt Perth auf. In Western Australia gilt Eucalyptus cladocalyx als invasive Pflanze und wird bekämpft.
Eucalyptus cladocalyx wächst auf Sandböden über Ton sowie auf braunem Tonlehm. Eucalyptus cladocalyx findet sich vorwiegend in Ebenen und an sanften Hängen.

## Systematik
Die Erstbeschreibung von Eucalyptus cladocalyx erfolgte 1853 durch Ferdinand von Mueller unter dem Titel Diagoneses et desriptiones plantarum novarum, quas in Nova Hollandia in Linneaea, Volume 25, S. 388. Das Typusmaterial weist die Beschriftung „Ad bases montium Marble range legit cl. C. Wilhelmi“ auf. Synonyme für Eucalyptus cladocalyx F.Muell. sind Eucalyptus langii Maiden & Blakely und Eucalyptus corynocalyx F.Muell. nom. illeg.
Natürliche Hybriden zwischen Eucalyptus cladocalyx und Eucalyptus peninsularis wurden gefunden.